# Ивичеста палмова цивета
Ивичестата палмова цивета (Hemigalus derbyanus) е вид хищник от семейство Виверови (Viverridae). Видът е уязвим и сериозно застрашен от изчезване.

## Разпространение
Разпространен е в Индонезия (Калимантан и Суматра), Малайзия (Западна Малайзия, Сабах и Саравак), Мианмар и Тайланд.

## Описание
На дължина достигат до 45,9 cm, а теглото им е около 1,3 kg.
Продължителността им на живот е около 12 години. Популацията на вида е намаляваща.